# Mangataboahangy
Mangataboahangy è una città e comune del Madagascar situata nel distretto di Ambatofinandrahana, regione di Amoron'i Mania. 
La popolazione del comune rilevata nel censimento 2001 era pari a 8 000 unità.